# Lucky (Alice Sebold)
Lucky è un romanzo autobiografico del 1999 della scrittrice Alice Sebold. Il libro riporta l'esperienza della violenza sessuale perpetrata ai danni dell'autrice quando aveva diciotto anni e di come il trauma abbia segnato il resto della sua vita; l'intento del romanzo, a detta dell'autrice, era di far sensibilizzare i lettori alle vittime di stupro.

## Trama
Nel 1981 la diciottenne Alice Sebold viveva e studiava a Syracuse (New York). Allora la Sebold stava terminando il suo primo anno dell'università locale; l'8 maggio, nelle prime ore del mattino, stava attraversando un parco vicino al campus quando venne brutalmente attaccata, picchiata e violentata da un individuo sconosciuto. L'aggressore la minacciò di morte con un coltello se avesse cercato di chiamare aiuto, poi abusò di lei. Quando la Sebold denunciò il crimine alla polizia, le riferirono che un'altra giovane donna era stata uccisa e smembrata nello stesso luogo, definendo la Sebold "fortunata" (lucky). Nonostante le indagini, nessun sospettato venne identificato dalla polizia.
Poco dopo l'aggressione, la Sebold tornò a casa propria in Pennsylvania per stare con la sua famiglia durante l'estate prima di iniziare il secondo anno all'università. Dopo diversi mesi, la Sebold fu approcciata in strada da un uomo afroamericano e ritenne fosse il suo aggressore; dopo ulteriori indagini da parte della polizia, fu arrestato il presunto colpevole.
Di grande aiuto per la Sebold fu la sua professoressa dell'epoca, Tess Gallagher, che divenne una delle sue confidenti e la accompagnò a diversi procedimenti legali. Dopo la condanna del criminale, l'appartamento esterno al campus della Sebold fu svaligiato e la sua coinquilina violentata, costringendo la Sebold a rivivere il proprio trauma; la donna arrivò a credere che si trattasse di una rappresaglia ai suoi danni, nonostante non sia mai stato dimostrato alcun collegamento. La compagna di stanza della Sebold decise di non intraprendere ulteriori azioni legali per rintracciare il suo assalitore. La Sebold passò anni a soffrire per il trauma subito, provando isolamento dal resto della sua famiglia, sperimentando ipervigilanza, depressione e consumando alcol e droghe. Successivamente si rese conto di aver sviluppato un disturbo da stress post-traumatico dopo aver letto il libro Guarire dal trauma di Judith Lewis Herman.

## Eventi successivi
Nel 2019 venne annunciato un adattamento cinematografico del romanzo diretto da Karen Moncrieff, con Victoria Pedretti nei panni della Sebold. Quando Timothy Mucciante iniziò a lavorare come produttore esecutivo del progetto, si accorse di alcune irregolarità presenti nella descrizione del processo in Lucky. Durante un'intervista spiegò di aver cominciato a nutrire dei dubbi non sulla storia della Sebold, ma sul processo tenuto contro il presunto stupratore; pertanto abbandonò il progetto a causa delle sue preoccupazioni e assunse un investigatore privato che rivedesse le prove del caso.
Nel novembre del 2021 l'uomo arrestato con l'accusa di violenza contro la Sebold, Anthony Broadwater (che nel libro ha lo pseudonimo di "Gregory Madison"), venne ufficialmente esonerato da un giudice della Corte Suprema di New York, il quale riconobbe che la condanna originale presentò gravi irregolarità: essa era basata principalmente sulla testimonianza della Sebold e dall'analisi al microscopio dei capelli, una tecnica forense che il Dipartimento di Giustizia degli Stati Uniti ha giudicato inaffidabile. Durante il confronto per identificare il colpevole tra una serie di sospettati (tra cui c'era Broadwater), Sebold identificò un altro uomo come il suo stupratore. Quando la polizia le disse che aveva individuato "la persona sbagliata", la donna spiegò che i due uomini erano molto simili.
Il procuratore distrettuale della Contea di Onondgall, William J. Fitzpatrick, che si unì alla mozione per ribaltare la condanna, sostenne che l'identificazione di una persona di etnia diversa dalla propria può portare a fare errori, come nel caso della Sebold e del suo stupratore. Il pubblico ministero mentì alla Sebold dicendole che Broadwater e l'uomo che aveva identificato erano amici e che erano venuti insieme appositamente per confonderla e intimorirla; gli avvocati sostennero che questa bugia aveva influenzato la testimonianza della Sebold. Inoltre, in Lucky l'autrice scrisse che il pubblico ministero l'aveva istruita a cambiare la sua identificazione per identificare Broadwater. Dopo l'esonero di quest'ultimo, la Sebold si è scusata con lui per quanto accaduto.
L'adattamento cinematografico di Lucky è stato cancellato dopo aver perso i suoi finanziamenti a metà del 2021. Scribner, l'editore del romanzo, ha dichiarato in seguito al rilascio di Broadwater che la distribuzione di tutti i formati del libro sarebbe cessata per permettere a lui e Sebold di determinare quali provvedimenti prendere.